# Ninja

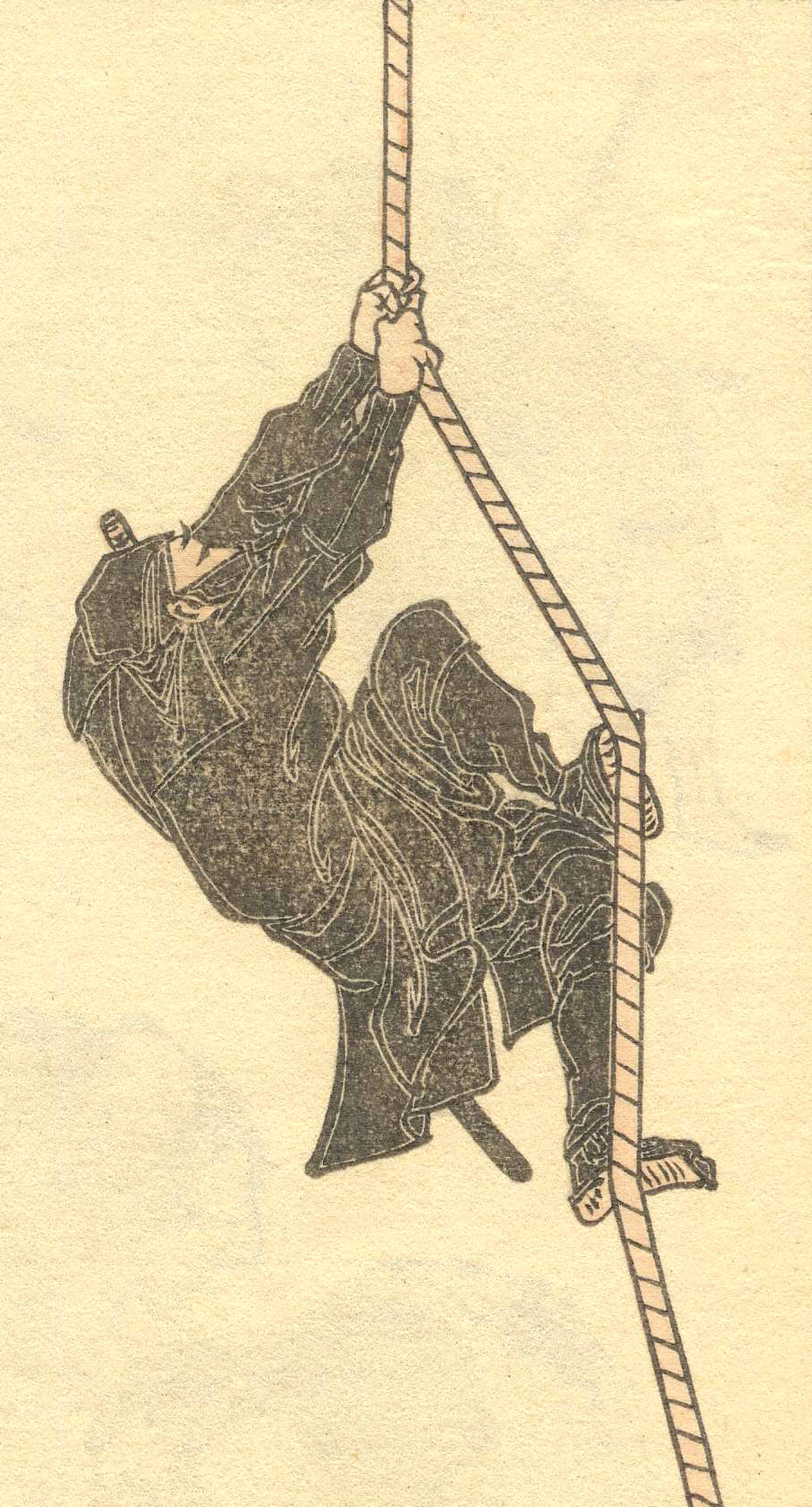
Darstellung eines Ninja von Katsushika Hokusai, Farbholzschnitt von 1817

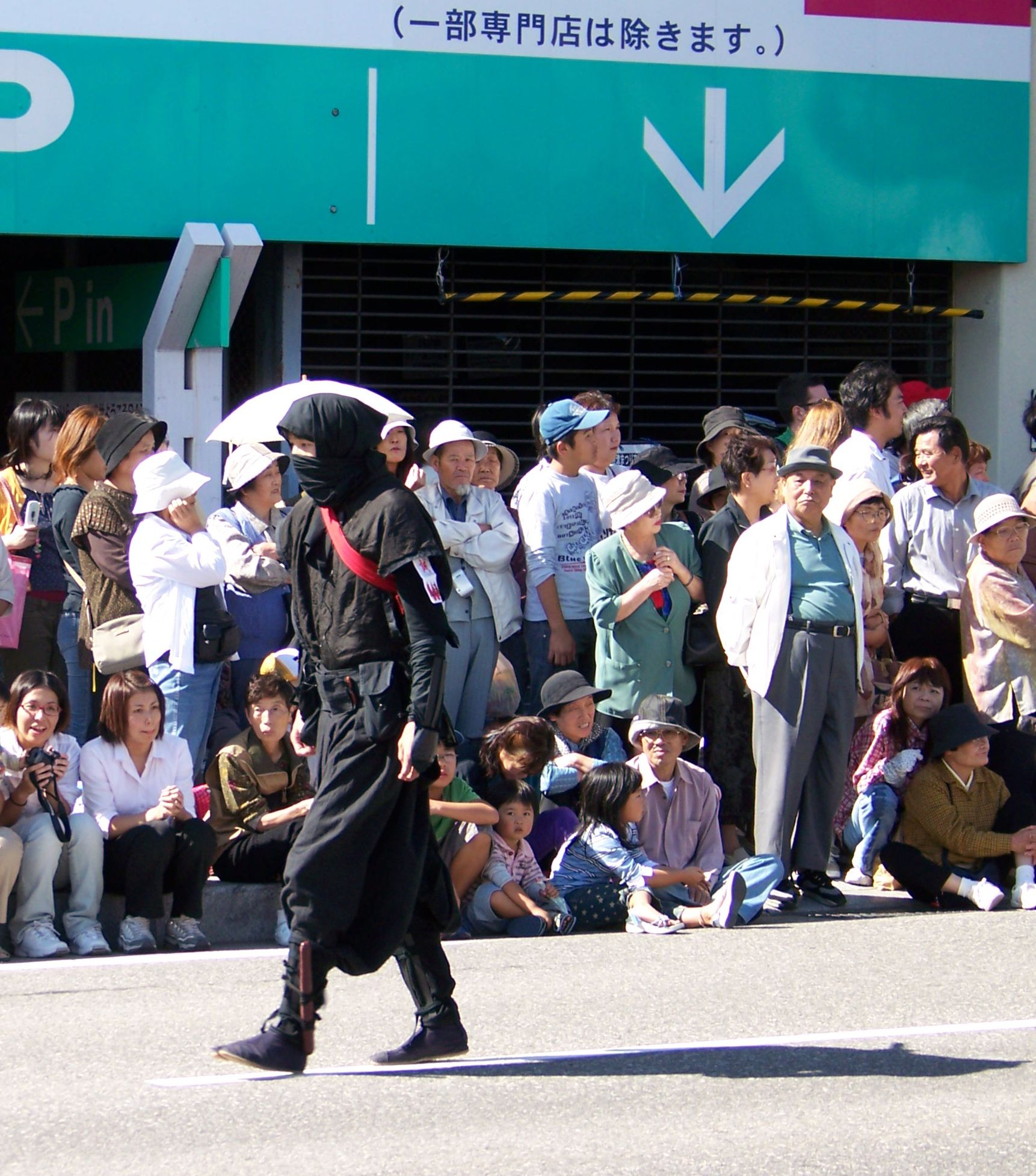
Person in Ninja-Kostüm bei einer Parade

Ein Ninja (japanisch 忍者 [ˈnɪnja], deutsch ‚Verborgener‘) oder Shinobi (japanisch しのび [ɕino̞bʲi], deutsch ‚Verbergen‘) ist ein besonders ausgebildeter Kämpfer. Der Ursprung findet sich im vorindustriellen Japan. Ninja wurden als Kundschafter, Spion, Saboteur, Brandstifter oder Meuchelmörder eingesetzt. Weibliche Ninja werden Kunoichi genannt. Ninja gehören, wie auch die Samurai (侍), zu den bekanntesten Gestalten des mittelalterlich-frühneuzeitlichen Japan, wobei zwischen der tatsächlichen Geschichte und der späteren Umdeutung und Begriffsverzerrung unterschieden werden muss.
Nach moderner Geschichtsauffassung war Spionage schon immer integraler Bestandteil der japanischen feudalen Kriegerkultur. Der Kriegerkodex Bushidō (武士道) wurde erst im 19. Jahrhundert schriftlich fixiert, und so entwickelte sich in Japan mit der Romantisierung der Vergangenheit im 19. und vor allem 20. Jahrhundert ein scheinbarer Gegensatz zwischen den „ehrenvollen“ Samurai und den „ehrlosen“ Ninja, hauptsächlich als dramaturgischer Effekt für Theater- und Filmgeschichten. Im 20. Jahrhundert gab es mehrmals einen regelrechten Ninja-Boom: Einmal in den 1920er-Jahren in Roman-Form und dann noch einmal in den 1950er- und 1960er-Jahren sowie in den 1980er-Jahren mit billig produzierten Filmen wie American Ninja. Zu dieser Zeit boten auch kommerzielle Kampfsportschulen vermehrt eine Disziplin namens „Ninjutsu“ (忍術) an. Insbesondere über die modernen Massenmedien gelangte ein verzerrtes, romantisiertes Bild der Ninja in den Westen, ohne historisch hinterfragt zu werden. Es ist genau zu unterscheiden, ob von dem historischen Einsatz von Spionen gesprochen wird oder ob das moderne Bild des schwarz gekleideten Attentäters gemeint ist.
Verlässliche historische Quellen über Ninja gibt es kaum. Es existieren aber unterschiedliche, ab dem 17. Jahrhundert entstandene geheime Lehrtexte für Ninja, von denen die drei bekanntesten das Bansenshūkai (万川集海), das Shoninki (正忍記) und das Ninpiden (忍秘伝) sind. In den meisten seriösen Werken zur japanischen Geschichte werden Ninja ausgeklammert.

## Ursprünge des japanischen Spionagewesens
Die Anfänge der Ninja sind nicht klar zu bestimmen. Auch die Erforschung der historischen „Kunst der Spionage“, ihre Entstehung und ihre Funktion im Lauf der Geschichte fällt schwer, da Geheimhaltung das wichtigste Merkmal spionagedienstlicher Tätigkeit war und ist.
Der Begriff Ninjutsu oder auch Shinobi-no-jutsu entstand möglicherweise während der Herrschaft Shōtokus, wobei es sich bei der ursprünglichen Form des Ninjutsu lediglich um reines Kundschafterwesen gehandelt haben dürfte. Erst in der Heian-Periode (794–1192) begann sich das Ninjutsu als Teil der Kriegsstrategien der Bushi immer stärker zu spezialisieren. Durch das von Shirakawa eingeführte Insei-System gilt es als äußerst wahrscheinlich, dass die Ninja aus den Reihen der Sōhei und Yamabushi rekrutiert wurden.
Während des Aufstiegs des Militäradels im 12. Jahrhundert beschäftigten viele erfolgreiche Heerführer Ninja, die zu diesem Zeitpunkt allerdings anders genannt wurden (z. B. Rappa, Kusa, Suppa o. ä., je nachdem, ob sie für Sabotage, Attentate oder Aufklärung eingesetzt wurden). Zwar gab es auch zu dieser Zeit schon Samurai, die Krieger wurden aber allgemein Bushi (Kämpfer) genannt. Diese Kämpfer bestanden aus der zahlenmäßig kleinen Schicht der adligen Samurai, darunter dann das Fußvolk (Ashigaru) und darunter dann Bauern, die im Kriegsfall zu den Waffen gerufen werden konnten. Das änderte sich erst Ende des 16. Jahrhunderts, als die vier Stände (Shinōkōshō) der Krieger, Bauern, Handwerker und Kaufleute streng getrennt wurden.

## Hierarchie der Shinobi
In der Hierarchie der Shinobi war der Jonin der Anführer, der Chunin sein Gehilfe. Darauf folgten die Genin, welche die Befehle ausführten. Diese Information taucht in mehreren Büchern auf, das ist aber noch kein Beleg dafür, dass dieses Hierarchie-Verhältnis unter den Shinobi tatsächlich der historischen Wahrheit entspricht. Dass die Ninja in Organisationsstrukturen eingegliedert waren, ist jedoch gesichert. Andernfalls hätte die einzige bekannte Feldschlacht, in der Ninja kämpften, gar nicht stattfinden können. Auch Spionage, Sabotage-Missionen im Feindgebiet und Aufklärung gestaltet sich ohne Organisationsstruktur schwierig, da ohne eine Ordnung kein zuverlässiger Informationsfluss und keine Handlungsfähigkeit einer Truppe gewährleistet ist. Schließlich waren die Shinobi Spione und Saboteure.

## Berühmte Ninja
In der japanischen Geschichte gibt es eine Reihe von Persönlichkeiten, die zu den Ninja gezählt werden. Oft sind Erzählungen über diese romantisiert; es ist nicht immer leicht, zwischen Legende und Wahrheit zu unterscheiden.
- Fuma Kotaro: Eigentlich mehrere Personen, die der Hōjō-Familie dienten und dort eine spezielle Kampftruppe anführten
- Hattori Hanzō: Berühmter Ninja aus Iga, der für Tokugawa Ieyasu in der Spionageabwehr tätig war
- Ishikawa Goemon: Berüchtigter Dieb und Volksheld des japanischen Mittelalters
- Sarutobi Sasuke: Der Erzählung nach ein aus Kōga stammender Ninja, der Sanada Yukimura diente. Seine tatsächliche Existenz ist umstritten.

## Ninjutsu
Ninjutsu ist ein Begriff für die Künste oder die Techniken, die von Ninja verwendet wurden. Eigentlich bezieht es sich nicht auf Kampftechniken, sondern in erster Linie auf Methoden der Tarnung und Aufklärung.
Für Ninja gab es ein grundlegendes Pensum, das sie auf jeden Fall erlernen mussten. Das waren die acht Fächer der Ninja (Ninja Hachimon). Das Happō Hiken (Happō für die acht Methoden und Hiken jutsu für die geheimen Schwerttechniken) des Shinobi bestand aus:
1. Taijutsu, Hichō-jutsu, Nawa-nage (Körperbeherrschung, Kontrollieren des Angriffs, Seilwerfen)
2. Karate Koppō Taijutsu, Jūtaijutsu (unbewaffnete Schlagtechniken, Hebel- und Wurftechniken)
3. Sō-jutsu, Naginata-jutsu (Speer und japanische Hellebarde)
4. Bō-jutsu, Jō-jutsu, Hanbō-jutsu (Stab- und Stock-Techniken)
5. Senban-nage, Ken-nage-jutsu, Shuriken (Werfen verschiedener Klingenwaffen)
6. Ka-jutsu, Sui-jutsu (Verwendung von Feuer und Wasser)
7. Chikujō Gunryaku Hyōhō (Festungsbau und Strategie)
8. Onshin-jutsu (Verstecken und Tarnen)

Heute wird unter der Bezeichnung Ninjutsu neben der historischen Spionagekunst auch die moderne Kampfkunst verstanden. Diese Kampfkunst wird in den Ninjutsu-Organisationen Jinenkan, Genbukan oder dem Bujinkan, welchem Gründer und Soke (Oberhaupt) Masaaki Hatsumi vorsteht, verbreitet. Stephen K. Hayes, der erste Amerikaner, der dieses Ninjutsu erlernen konnte, veröffentlichte verschiedene Lehrbücher über die meditative und kämpferische Kunst der Ninja, die auch in Deutschland Verbreitung fanden.
In Japan existiert auch heute noch eine Reihe weiterer klassischer Schulen (Koryū), die Ninjutsu in ihrem Lehrplan enthalten. Gemeint sind damit aber eher die klassischen Spionagetechniken. Solche Koryū unterrichten oft auch den Gebrauch von Waffen, die für Shinobi charakteristisch waren.

## Kleidung

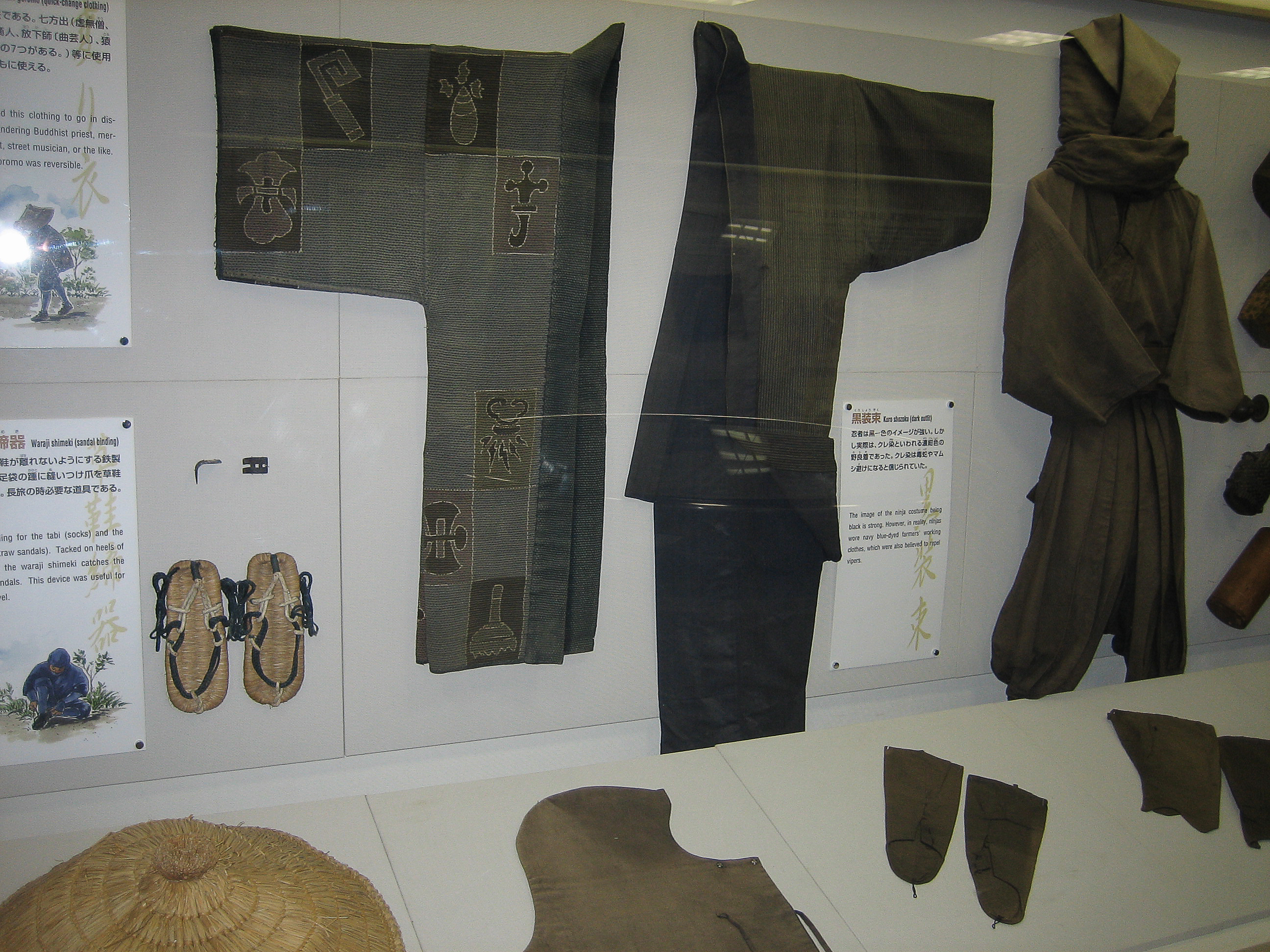
Kuro Shozoku Ninja-Kostüm und Waraji (Sandalen).

Das Bild des schwarzen Ninja-Kostüms ist weit verbreitet. In Wirklichkeit trugen Ninjas jedoch dunkelblau gefärbte Arbeitskleidung der Bauern, von der auch angenommen wurde, dass sie Vipern abwehrt.
Zur Wahrung ihrer Identität trugen Ninja bei Einsätzen manchmal gruselige Gesichts-Masken, um bei Gegnern Angst zu erzeugen.
In vielen japanischen Ninja-Geschichten wird diesen eine Technik mit Namen ninpô-inubue zugeschrieben, bei der für den Angriff trainierte Tiere wie Affen, Ratten, Hunde, Wölfe oder auch (in dem Fall untrainierte) Wiesel eingesetzt werden.

## Waffen
Es ist umstritten, ob die Ninja tatsächlich das Ninjatō benutzten, welches über eine gerade Klinge verfügt und dessen Klinge kürzer ist als die eines Katana. Denn mit einer geraden Klinge wären viele Iaijutsu-Techniken nicht ausführbar, da diese vor allem auf ziehend-schneidenden Bewegungen basieren und dafür eine gekrümmte Klinge wie die des Katana oder Wakizashi nötig ist. In der Regel verwendeten Ninja bei ihren Einsätzen sowohl nur ein Schwert (eben ein Katana oder Wakizashi) als auch das Daisho wie die Samurai.

Für die oft zugesprochenen Verwendungen z. B. als Brechstange oder Kletterhilfe ist keines der Schwerter geeignet; die Belastung wäre zu groß und die Klinge würde unter dem Gewicht eines erwachsenen Menschen schlicht brechen. Abgesehen davon wäre der Kraftaufwand zu groß, um ein Schwert so fest in einen Baum oder zwischen die Steine einer Mauer zu stoßen, dass es das Körpergewicht eines erwachsenen Menschen tragen könnte. Heute im Handel erhältliche „Ninja-Schwerter“ sind im Allgemeinen der „Hollywoodphantasie“ entsprungen und entsprechen nicht den Originalen.
Den Ninja wird eine sehr große Auswahl an Wurfgeschossen zugeschrieben. Neben Shuriken und normalen Kunai besaßen sie auch Wurfdolche und kleine Wurflanzen, die auch mit giftigen Substanzen bestrichen sein konnten.
Weitere Waffen waren unter anderem angeblich das Kumade, eine vier oder fünfkrallige kurze Harke, am Griffende ein Seil für die Verwendung als Wurfanker, mit der dem Gegner im Nahkampf zum Beispiel die Bauchdecke aufgeschlitzt oder in den Kopf gehauen werden konnte (Waffe wurde als erstes öffentlich 1964 in einem Fernsehbeitrag von Kampfkünstler Masaaki Hatsumi vorgestellt), ein spezieller Leitertyp, bestehend aus einem langen Holzstab mit mehreren hindurchgesteckten Holzstreben und einem gefährlichen Metallhaken am Ende, das Kama, eine Sichel mit Holzgriff, oder das unter anderem zur Entwaffnung eingesetzte Kusarigama, eine Sichel mit einer Kette, an deren anderem Ende eine Kugel befestigt war, die das gezielte Werfen der Kette ermöglichte. Daneben fanden auch „konventionelle“ Waffen wie Bögen oder Lanzen Verwendung.

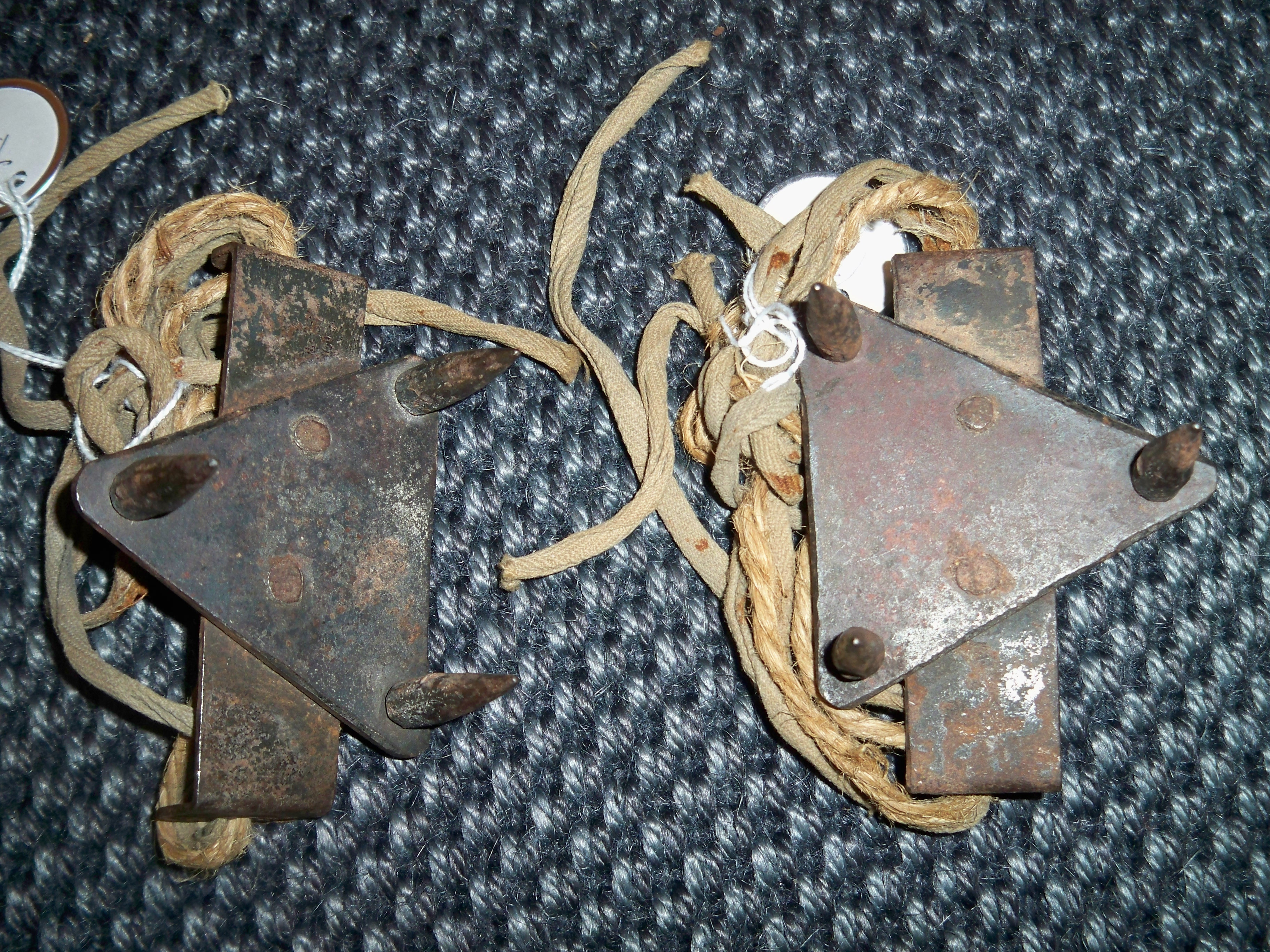
Ashiko
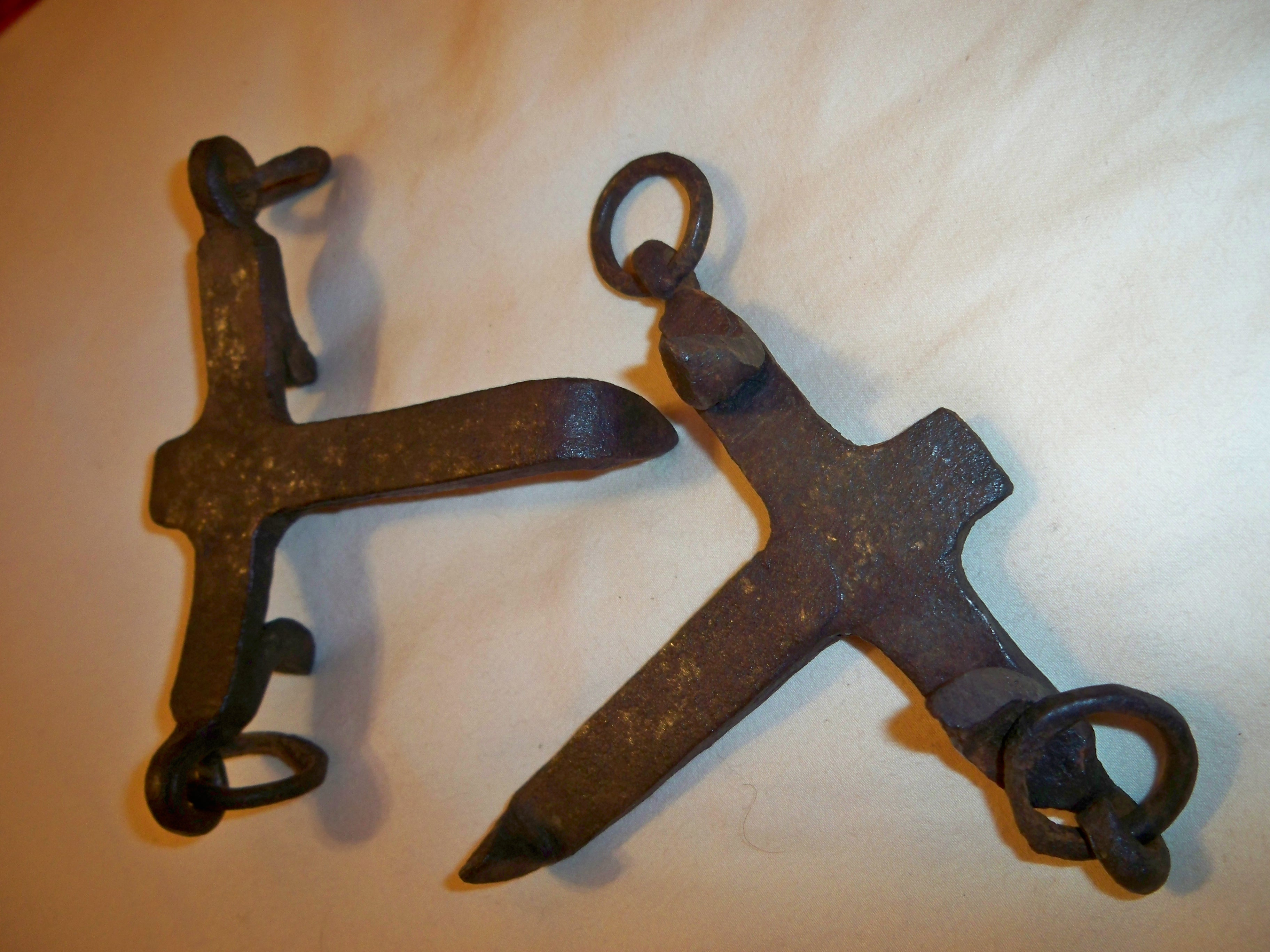
Ashiko
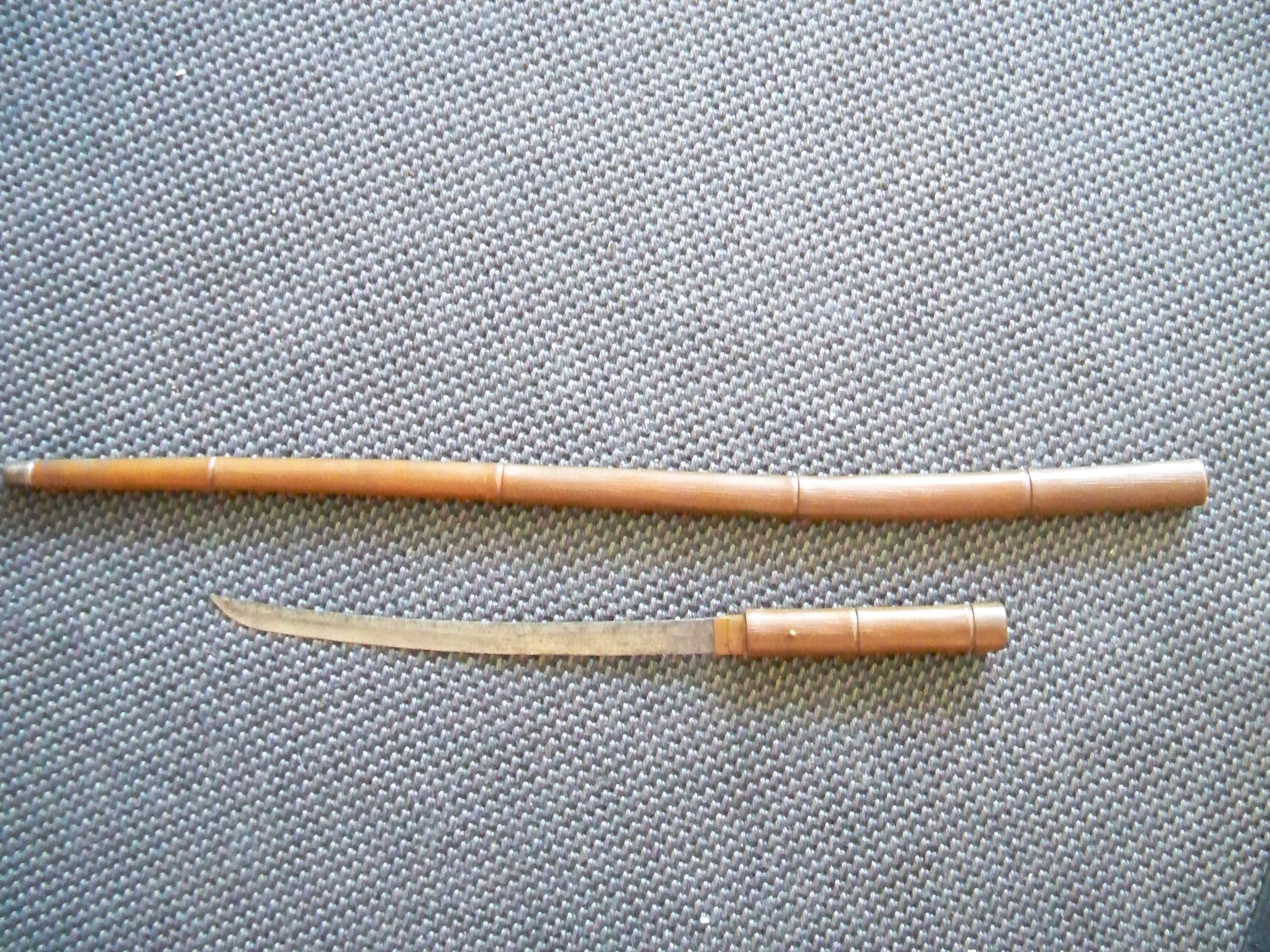
Shikomizue
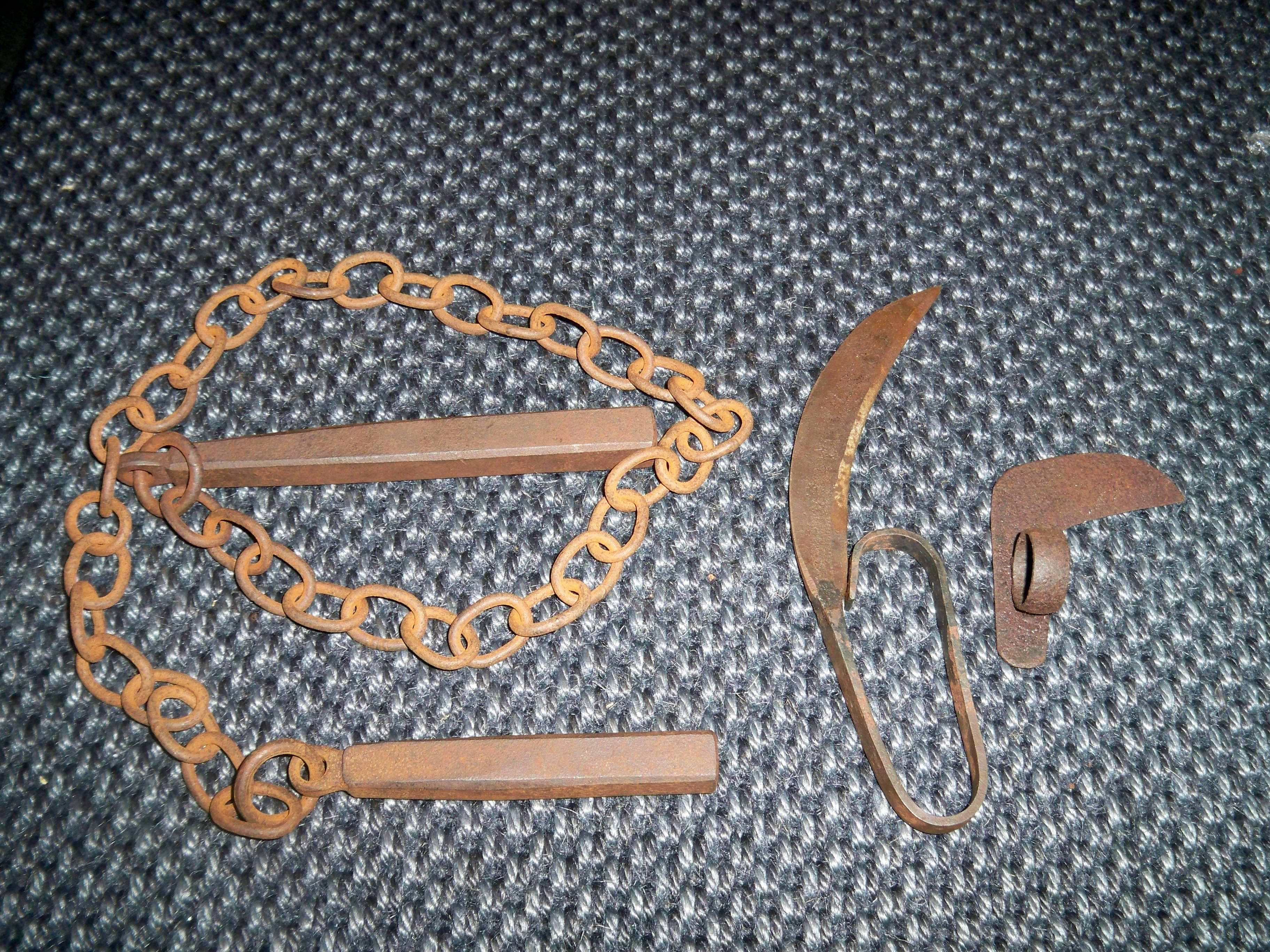
Manriki
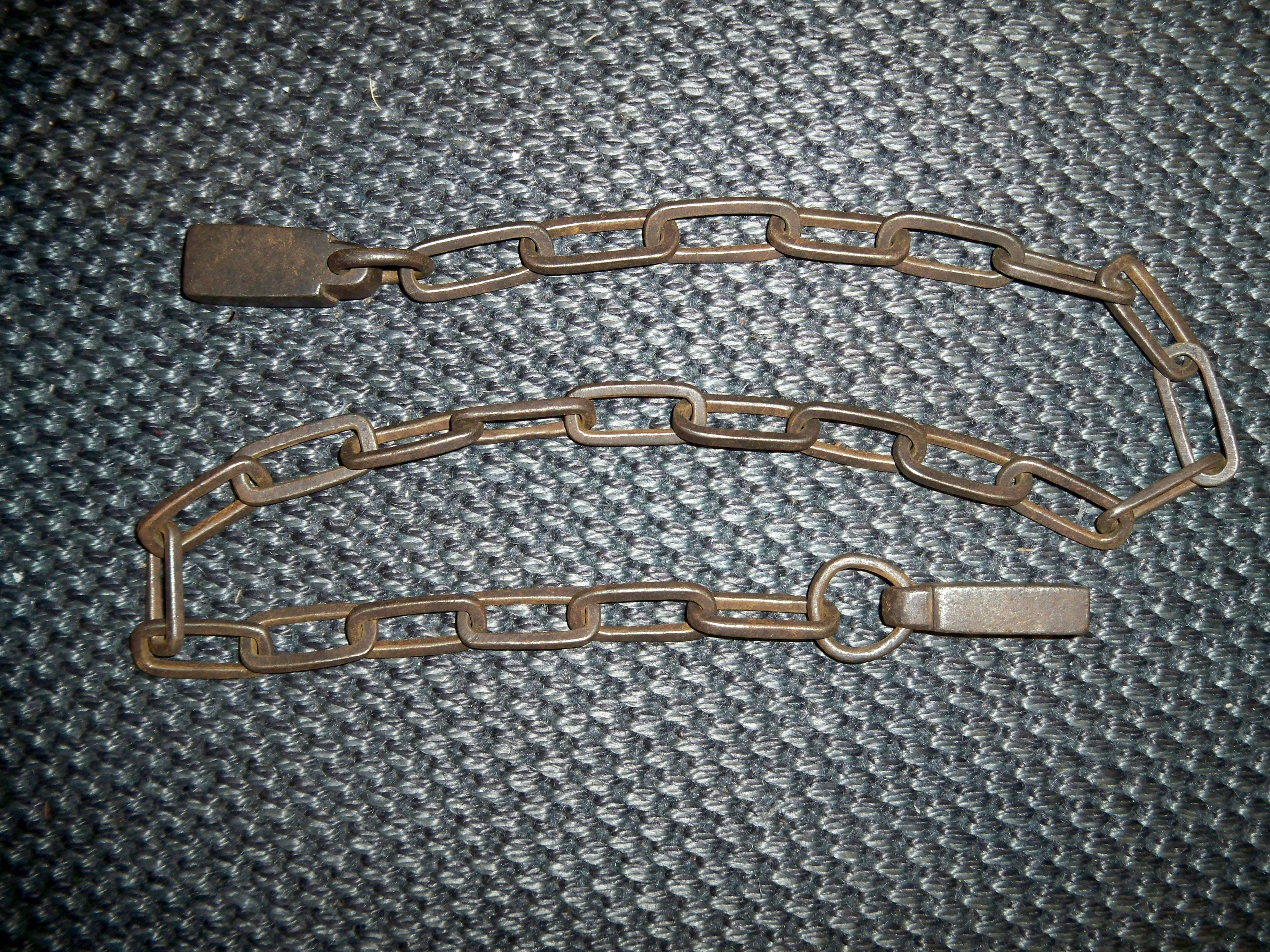
Manriki
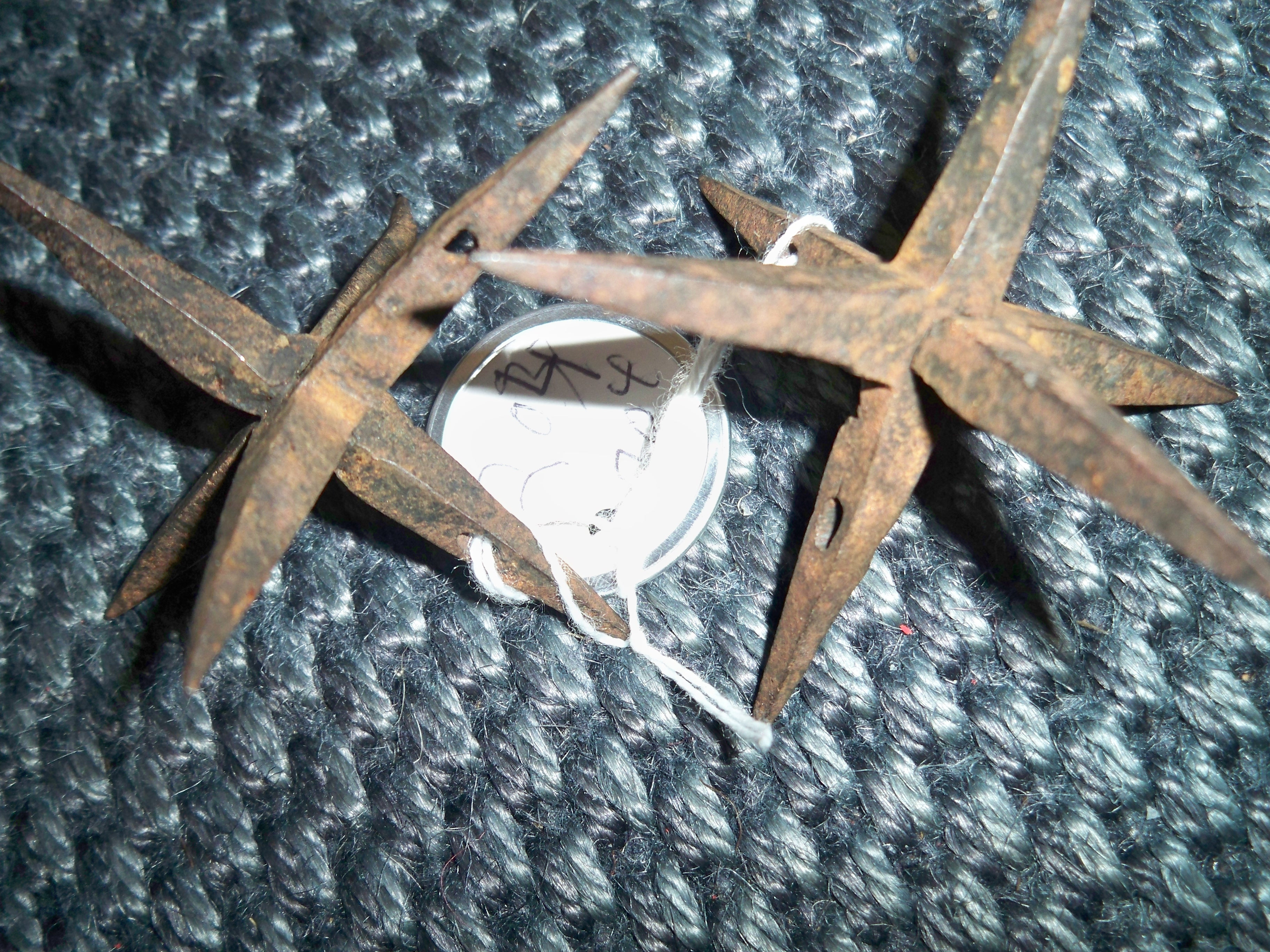
Makibishi
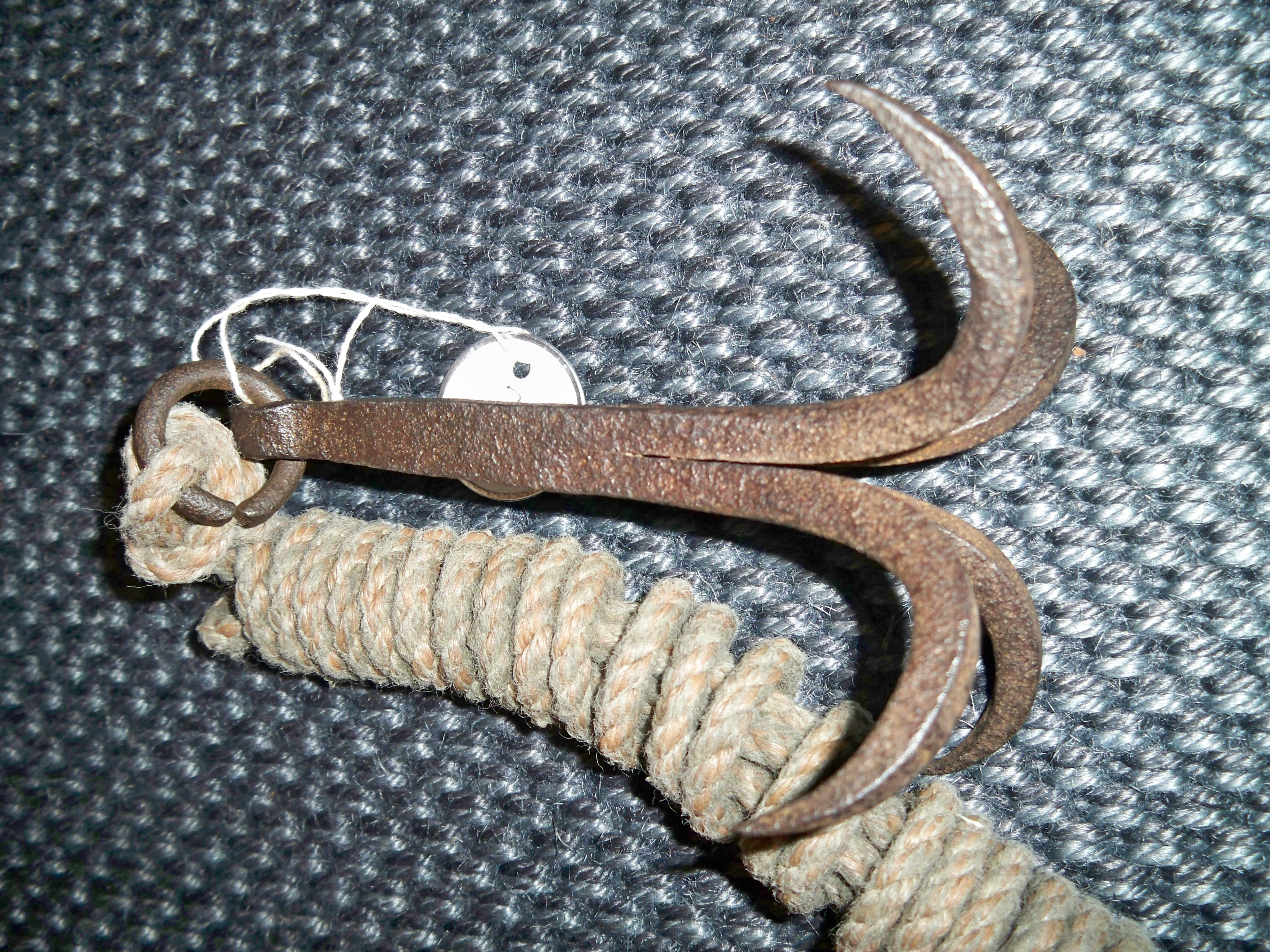
Kagi-Nawa
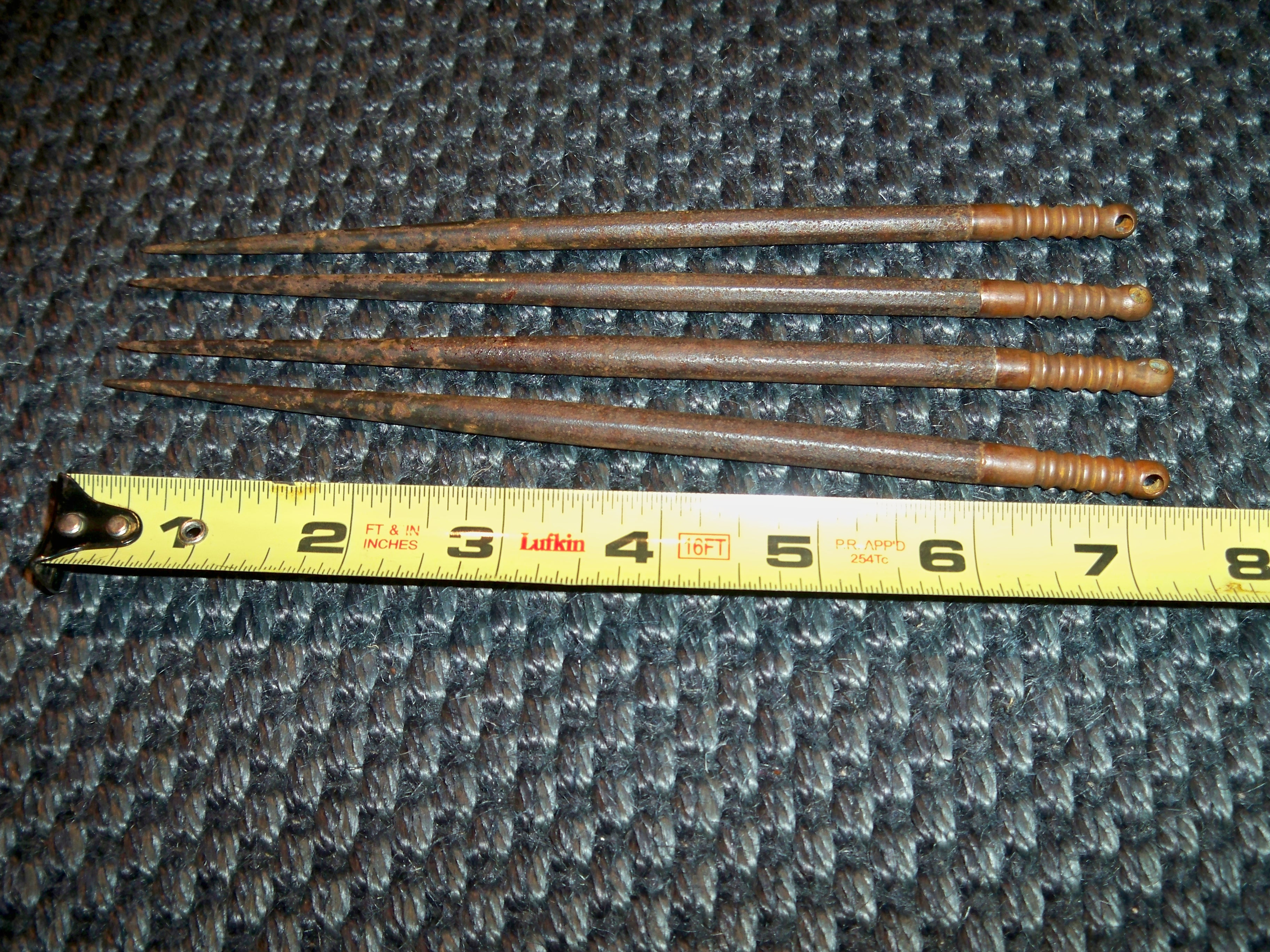
Shuriken
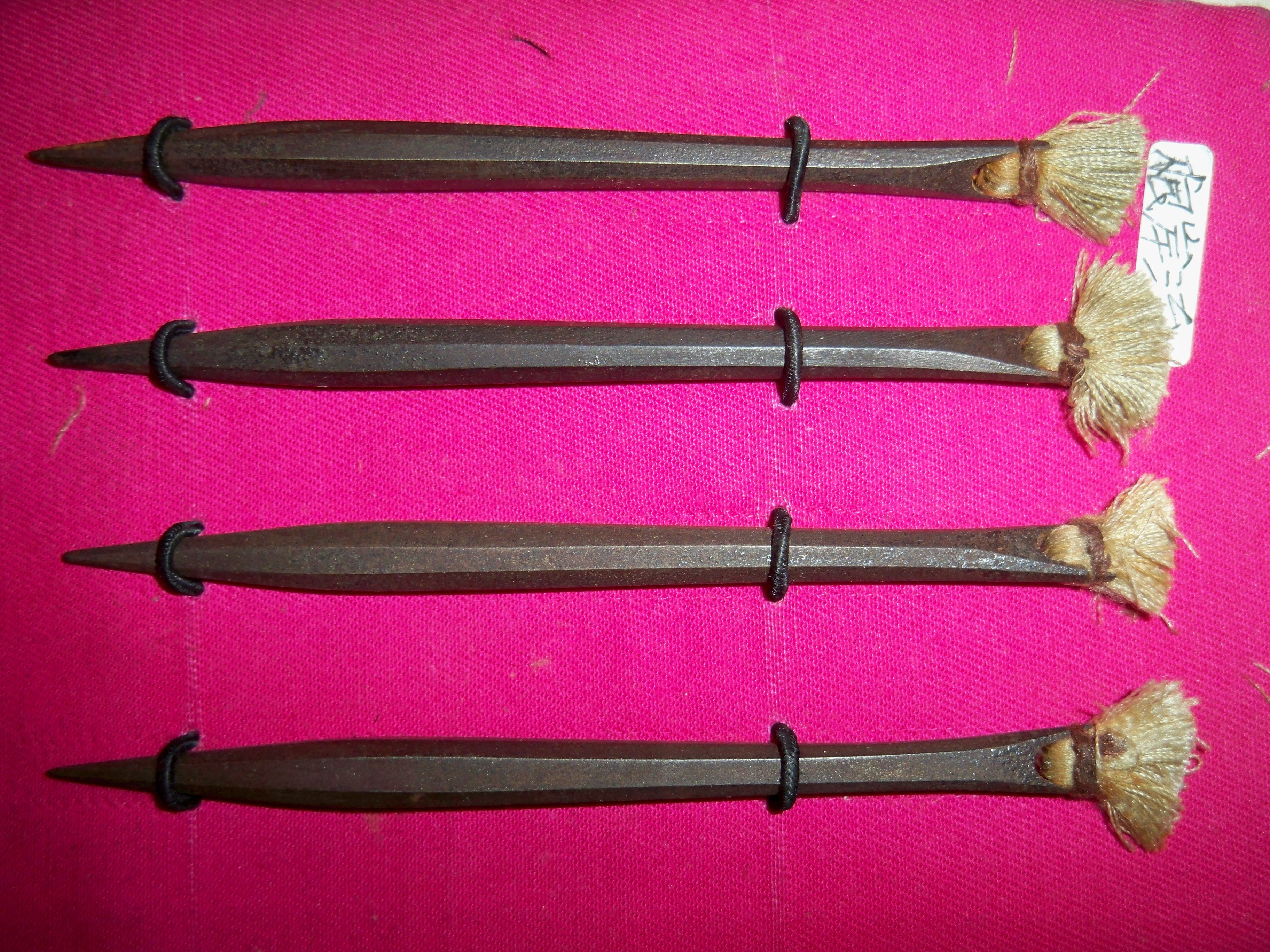
Shuriken
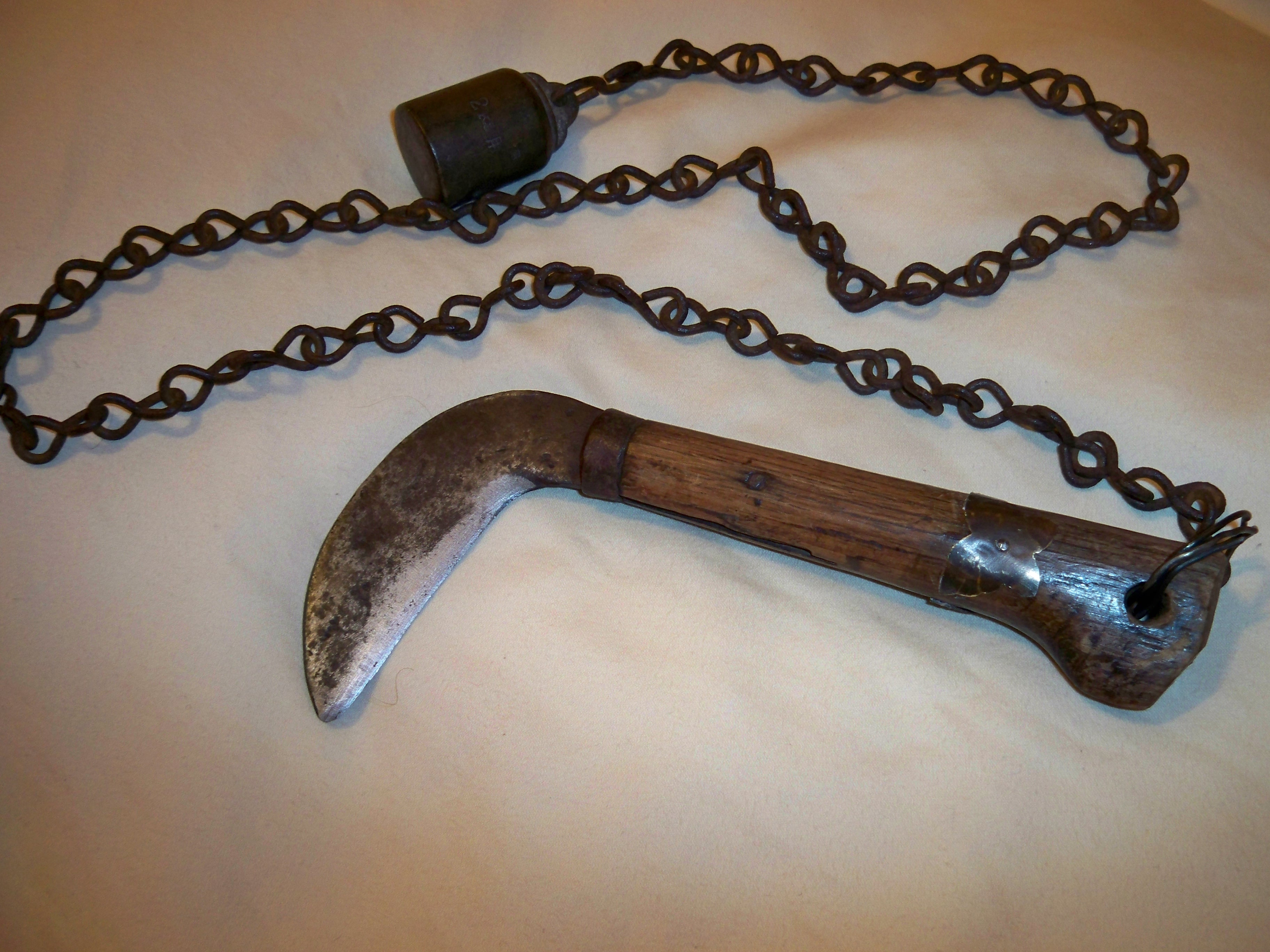
Kusarigama
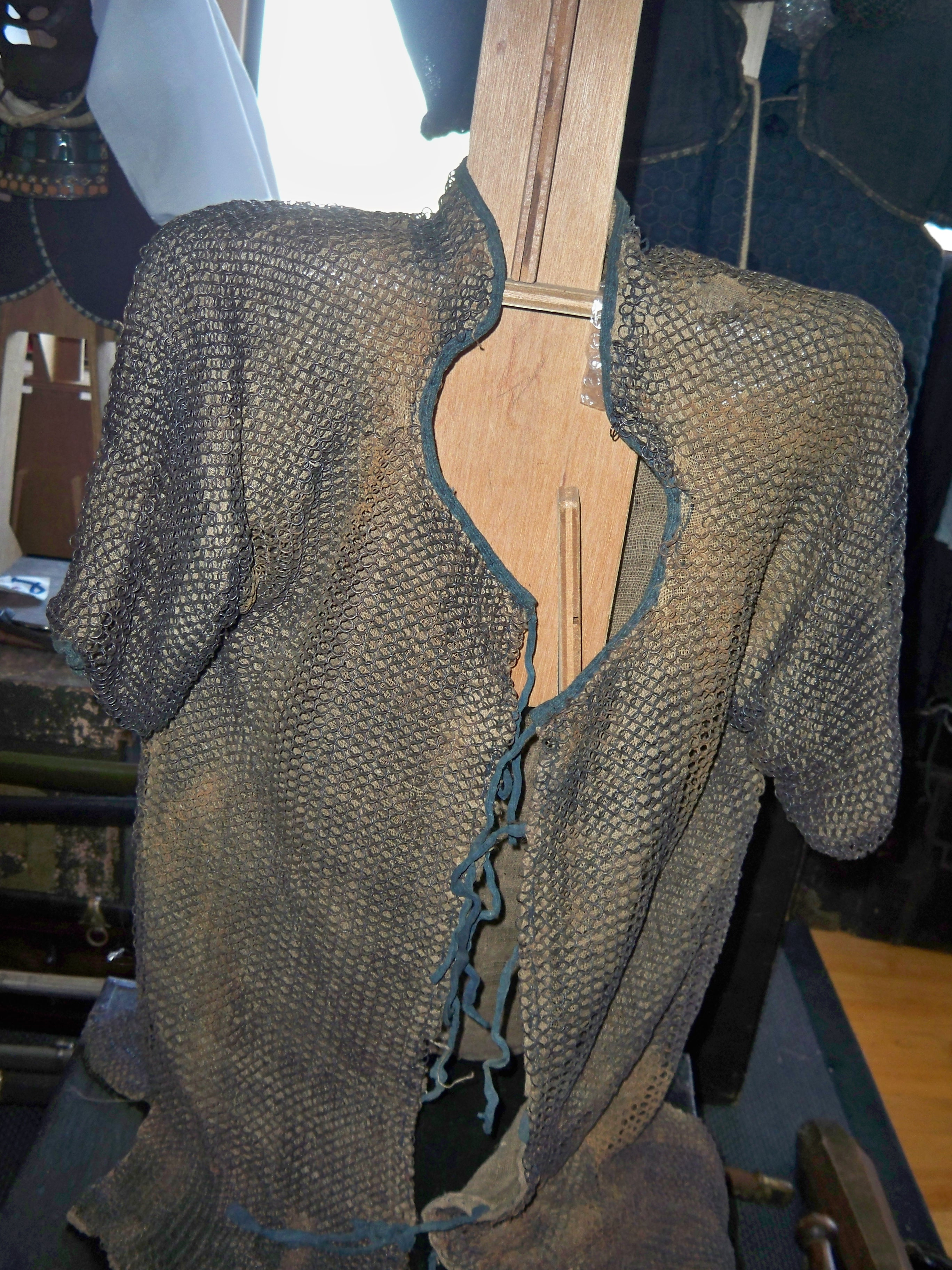
Kusari-Katabira
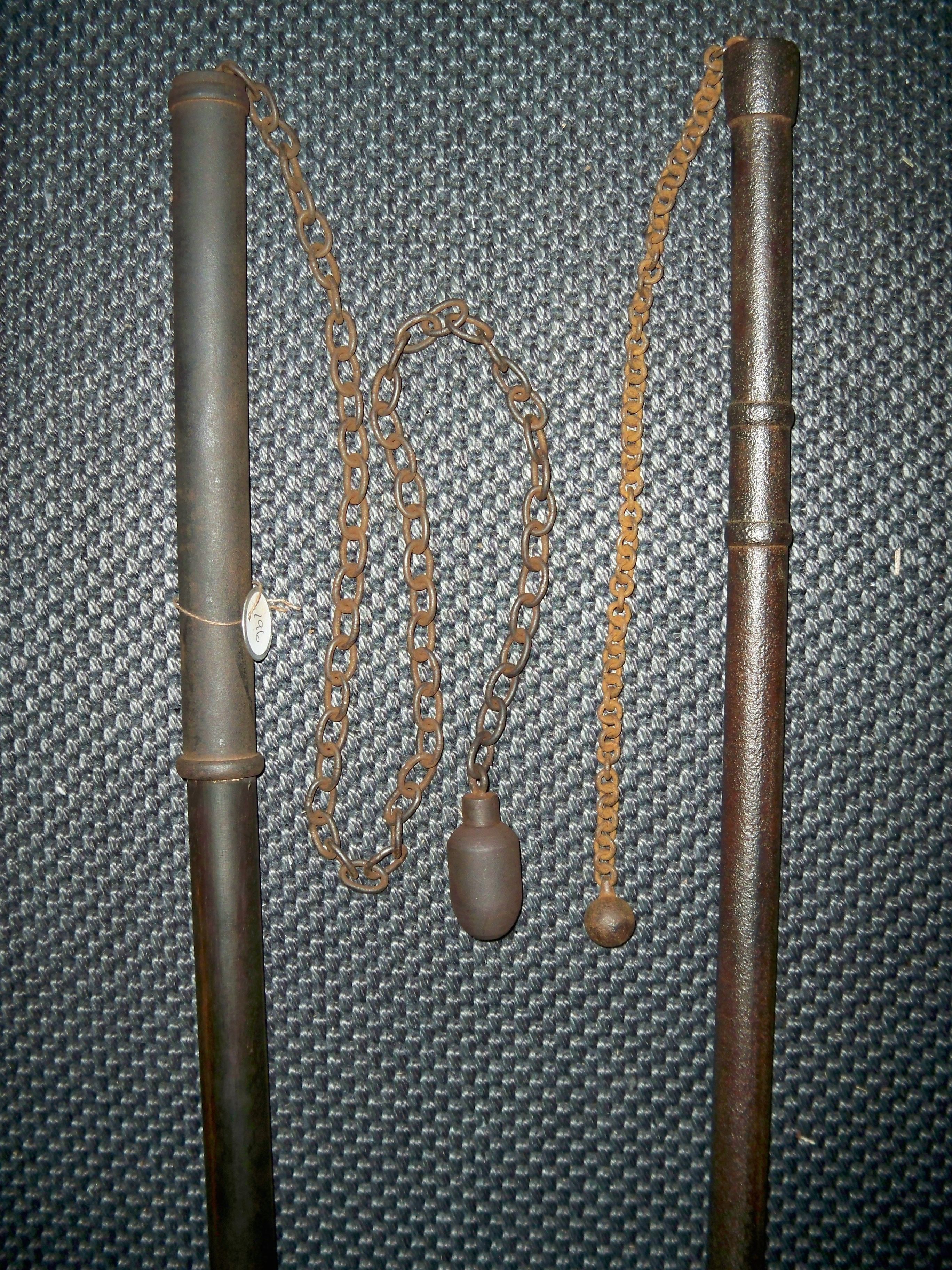
Chigiriki
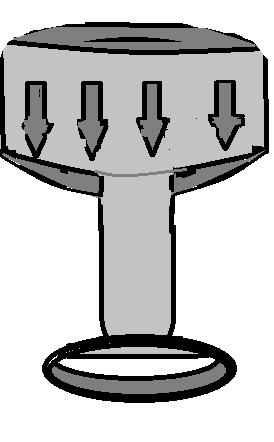
Tekagi
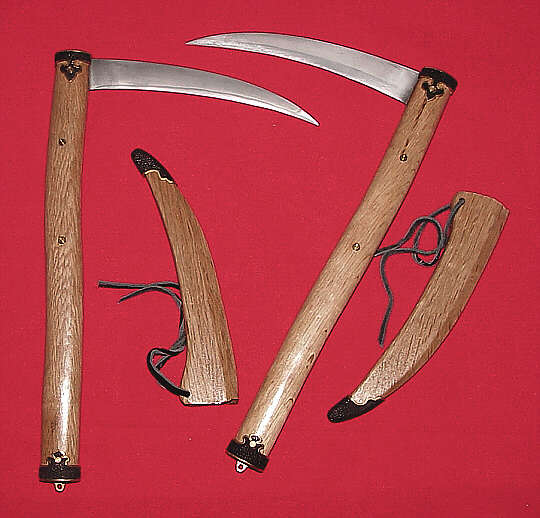
Kamas
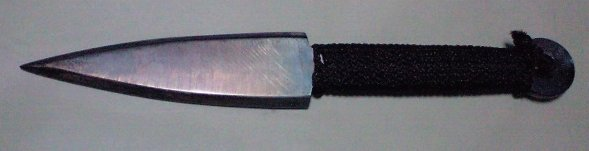
Kunai
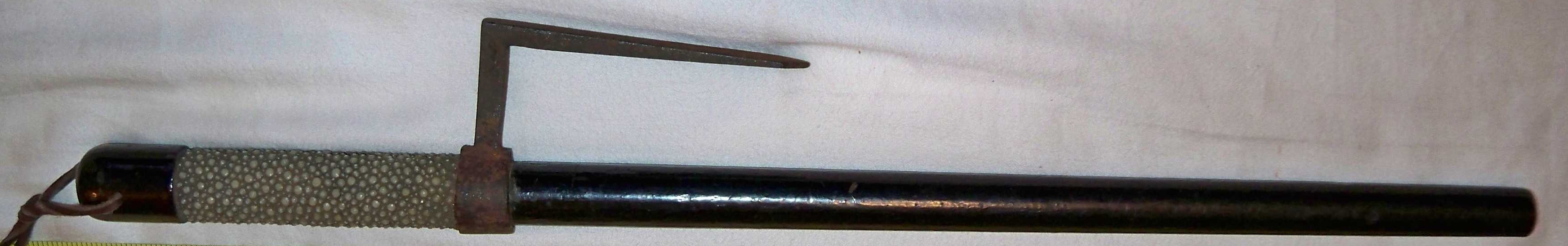
Jitte
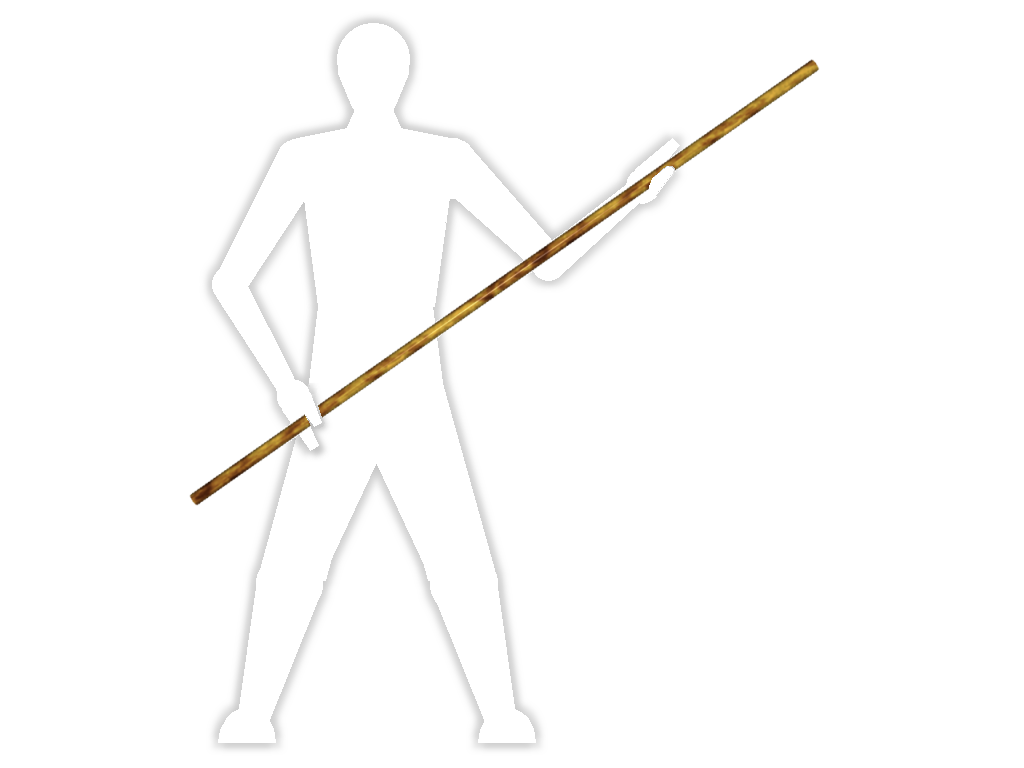
Bō

## Ninja in der Populärkultur

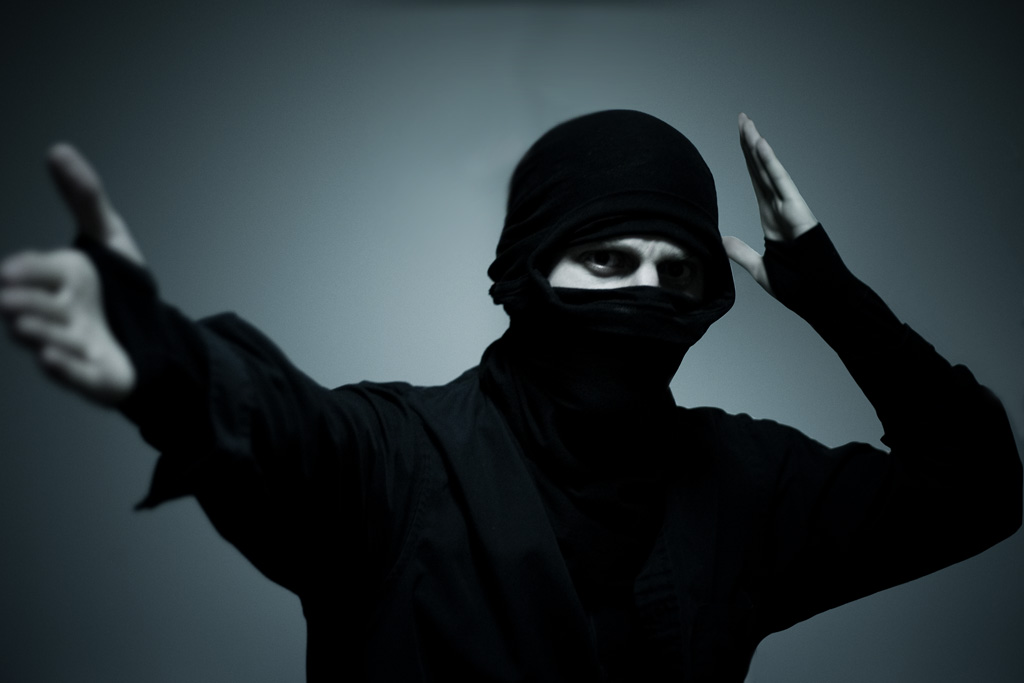
Typische Verkleidung eines Ninja in Kunst und Fiktion

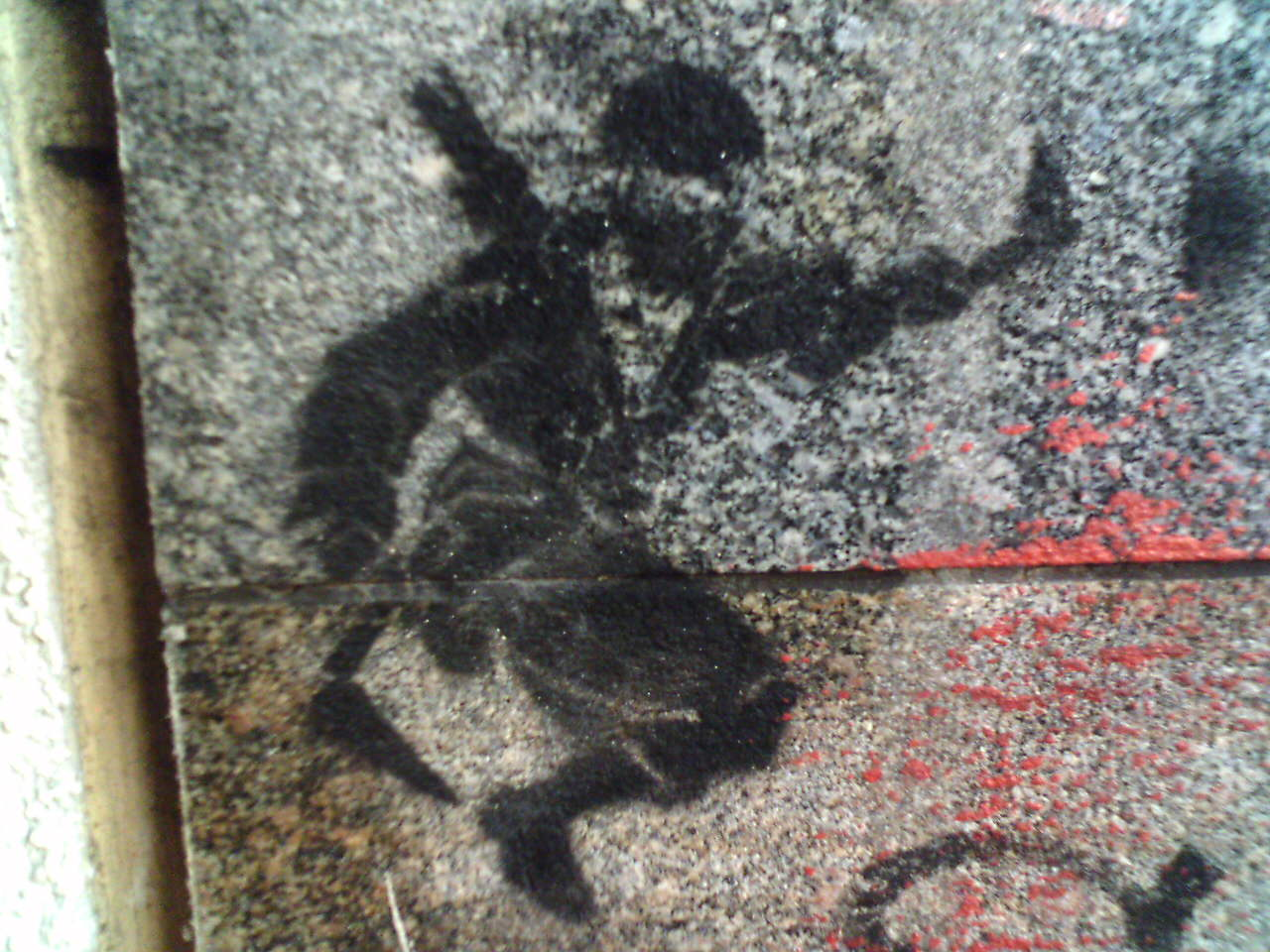
Graffiti (Stencil) eines Ninja in Linz

Im Gegensatz zu den historischen Ninja ist die Figur des Ninja in der Populärkultur gut nachzuweisen.
- Im Film James Bond 007 – Man lebt nur zweimal aus dem Jahr 1967 traten zum ersten Mal in einem großen, westlichen Spielfilm Ninja in den bekannten dunklen Anzügen auf.
- In Japan selbst ist das Klischee der Ninja-Figur noch immer äußerst populär. So spielt ein Mitglied der japanischen Boyband SMAP einen Ninja in der Kinderserie Ninja Hattori-kun. Ninja sind auch ein beliebtes Motiv für Werbeanzeigen.
- Auch im Bereich der Computerspiele sind Ninja vertreten, beispielsweise in den Spieleserien The Last Ninja, Shinobi, N, Ninja-Gaiden, Tenchu und Mortal Kombat.
- Ab 1984 veröffentlichte der US-amerikanische Verlag Mirage Studios den Comic Teenage Mutant Ninja Turtles, welcher mehrfach als Zeichentrick- und Realfilm umgesetzt wurde.
- Im japanischen Manga und Anime ist der Ninja ebenfalls ein häufiges Thema (z. B. Naruto, Ninja Scroll und Basilisk).
- Im US-amerikanischen Film Batman Begins wird erzählt, wie Bruce Wayne zunächst zum Ninja ausgebildet wird und anschließend mit den erlernten Fähigkeiten sein alter Ego Batman entwickelt.
- Des Weiteren spielen die Ninja im Spielfilm Ninja Assassin eine zentrale Rolle.
- Lego widmet den Ninja eine eigene Fernsehserie und dazugehörige Baureihe: Ninjago.

## Fußnote
1. ↑  
Ninpiden auch als Ninhiden (japanisch 忍秘伝) transkribiert.